# (2544) Gubarev
(2544) Gubarev ist ein Asteroid des Hauptgürtels, der am 6. August 1980 von der tschechischen Astronomin Zdeňka Vávrová am Kleť-Observatorium (Sternwarten-Code 046) nahe der Stadt Český Krumlov in Südböhmen entdeckt wurde.
Der Asteroid wurde nach dem sowjetischen Kosmonauten Alexei Alexandrowitsch Gubarew (1931–2015) benannt, der an Missionen zu den Raumstationen Saljut 4 und Saljut 6 teilnahm.